# Xanthorhoe hampsoni
Xanthorhoe hampsoni là một loài bướm đêm trong họ Geometridae.